# Geranium nanum
Geranium nanum är en näveväxtart som beskrevs av Ernest Saint-Charles Cosson, Batt. in Batt. och Louis Charles Trabut. Geranium nanum ingår i släktet nävor, och familjen näveväxter. Inga underarter finns listade i Catalogue of Life.